# Одерцо
Одерцо (на италиански: Oderzo) през древността Опитергиум (Opitergium) e град и община в Североизточна Италия, в провинция Тревизо, регион Венето с 20 110 жители (31 декември 2009).
Древният град Опитергиум e населяван още през Желязната епоха през 9 век пр.н.е.. Племето на венетите има тук също селище. Когато градът принадлежи към Римската империя e завладян през 170 г. от маркоманите и квадите и по времето на Марк Аврелий отново е превзет от римляните. През 667 г. Опитергиум е разрушен от лангобардите на Гримоалд. През средновековието се създава днешният град Одерцо.